# Уиздом, Джерри
Джеральд Ллойд (Джерри) Уиздом (англ. Gerald Lloyd (Jerry) Wisdom; 28 октября 1947, Кингстон — 8 августа 2009, Нассау) — багамский легкоатлет, выступавший в беге на короткие дистанции и прыжках в длину. Участник летних Олимпийских игр 1968 года.

## Биография
Джерри Уиздом родился 28 октября 1947 года в ямайском городе Кингстон.
Учился в колледже Техас Вестерн Техасского университета в Эль-Пасо, выступал за его команду в легкоатлетических соревнованиях.
В 1966 году участвовал в Играх Британской империи и Содружества наций в Кингстоне. В прыжках в длину занял 16-е место с результатом 6,67 метра.
В 1968 году вошёл в состав сборной Багамских Островов на летних Олимпийских играх в Мехико. В прыжках в длину занял в квалификации 30-е место с результатом 6,99 — на 76 сантиметров меньше норматива, дававшего право выступить в финале. В эстафете 4х100 метров сборная Багамских Островов, за которую также выступали Том Робинсон, Берни Ноттидж и Кевин Джонсон, заняла 4-е место в четвертьфинале с результатом 39,45 секунды и была дисквалифицирована в полуфинале.
В 1970 году выступал на Играх Британского содружества наций в Эдинбурге. В прыжках в длину занял последнее, 31-е место в квалификации (6,41). В эстафете 4х100 метров сборная Багамских Островов, за которую он выступал, сошла с дистанции в полуфинале.
Впоследствии работал тренером и администратором легкоатлетического клуба «Бэйн-Таун Флайерз». Возглавлял любительскую легкоатлетическую ассоциацию Багамских Островов.
Работал в банке Chase Manhattan Bank в Рок-Саунде.
Занимался политикой, был сторонником Прогрессивной либеральной партии.
Умер 8 августа 2009 года в багамском городе Нассау.

## Личный рекорд
- Прыжки в длину — 7,51 (1969)[1]